# American Idol (prima stagione)
La prima stagione di  American Idol iniziò l'11 giugno 2002 (con il titolo completo American Idol: The Search for a Superstar) e finì il 4 settembre 2002. La vincitrice fu Kelly Clarkson. L'edizione fu presentata da Ryan Seacrest e Brian Dunkleman: quest'ultimo abbandonò la conduzione alla fine della stagione.

## Audizioni
Le audizioni si tennero a New York, Los Angeles, Chicago, Dallas, Miami, Atlanta e Seattle nella primavera del 2002.

## Fasi Finali

### Top 10 - Motown
- Ryan Starr - "If You Really Love Me" (Stevie Wonder)
- R.J. Helton - "I Can't Help Myself (Sugar Pie Honey Bunch)" (The Four Tops)
- Nikki McKibbin - "Ben" (Michael Jackson)
- EJay Day - "My Girl" (The Temptations)
- Tamyra Gray - "Touch Me in the Morning" (Diana Ross)
- Justin Guarini - "For Once in My Life" (Stevie Wonder)
- Jim Verraros - "Easy" (The Commodores)
- Kelly Clarkson - "You're All I Need to Get By" (Marvin Gaye & Tammi Terrell)
- A.J. Gil - "My Cherie Amour" (Stevie Wonder)
- Christina Christian - "Ain't No Mountain High Enough" (Marvin Gaye & Tammi Terrell)
- Ultimi 3: Nikki McKibbin - Jim Verraros - EJay Day
- 1° Eliminato: EJay Day
- 2° Eliminato: Jim Verraros

### Top 08 - Anni 60
- R.J. Helton - "Under the Boardwalk" (The Drifters)
- Tamyra Gray - "A Fool in Love" (Ike & Tina Turner)
- Nikki McKibbin - "Piece of My Heart" (Janis Joplin)
- A.J. Gil - "How Sweet It Is (To Be Loved by You)" (Marvin Gaye)
- Kelly Clarkson - "(You Make Me Feel Like) A Natural Woman" (Aretha Franklin)
- Christina Christian - "When a Man Loves a Woman" (Percy Sledge)
- Justin Guarini - "Sunny" (Bobby Hebb)
- Ryan Starr - "You Really Got Me" (The Kinks)
- Ultimi 3: Ryan Starr - A.J. Gil - Christina Christian
- Eliminato: A.J. Gil

### Top 07 - Anni 70
- Nikki McKibbin - "Heartbreaker" (Pat Benatar)
- Ryan Starr - "Last Dance" (Donna Summer)
- Christina Christian - "Ain't No Sunshine" (Bill Withers)
- Justin Guarini - "Someday We'll All Be Free" (Donny Hathaway)
- Kelly Clarkson - "Don't Play That Song (You Lied)" (Aretha Franklin)
- R.J. Helton - "Superstition" (Stevie Wonder)
- Tamyra Gray - "If I Were Your Woman" (Gladys Knight & the Pips)
- Ultimi 3: Nikki McKibbin - Ryan Starr - Justin Guarini
- Eliminata: Ryan Starr

### Top 06 - Big Band
- Tamyra Gray - "Minnie the Moocher" (Cab Calloway)
- Justin Guarini - "Route 66" (Nat King Cole)
- Nikki McKibbin - "Hard-Hearted Hannah" (Ella Fitzgerald)
- Christina Christian - "The Glory of Love" (Peggy Lee)
- R.J. Helton - "I Won't Dance" (Frank Sinatra)
- Kelly Clarkson - "Stuff Like That There" (Betty Hutton)
- Ultimi 3: Nikki McKibbin - R.J. Helton - Christina Christian
- Eliminata: Christina Christian

### Top 05 - Canzoni Scritte da Burt Bacharach
- Kelly Clarkson - "Walk On By" (Dionne Warwick)
- R.J. Helton - "Arthur's Theme (Best That You Can Do)" (Christopher Cross)
- Tamyra Gray - "A House Is Not a Home" (Luther Vandross)
- Justin Guarini - "The Look of Love" (Dusty Springfield)
- Nikki McKibbin - "(There's) Always Something There to Remind Me" (Naked Eyes)
- Ultimi 2: Nikki McKibbin - R.J. Helton
- Eliminato: R.J. Helton

### Top 04 - Anni 80, Anni 90
- Tamyra Gray - "New Attitude" (Patti LaBelle)
- Nikki McKibbin - "Mary Jane" (Alanis Morissette)
- Kelly Clarkson - "It's Raining Men" (The Weather Girls)
- Justin Guarini - "Get Here" (Oleta Adams)
- Tamyra Gray - "Feel the Fire" (Stephanie Mills)
- Nikki McKibbin - "I'm the Only One" (Melissa Etheridge)
- Kelly Clarkson - "I Surrender" (Céline Dion)
- Justin Guarini - "P.Y.T. (Pretty Young Thing)" (Michael Jackson)
- Ultimi 2: Nikki McKibbin - Tamyra Gray
- Eliminata: Tamyra Gray

### Top 03 - Scelta dei Concorrenti, Scelta dei Giudici
- Nikki McKibbin - "Edge of Seventeen" (Stevie Nicks)
- Justin Guarini - "Let's Stay Together" (Al Green)
- Kelly Clarkson - "Think Twice" (Céline Dion)
- Nikki McKibbin - "Black Velvet" (Alannah Myles) (Scelta di Paula Abdul)
- Justin Guarini - "Don't Let the Sun Go Down on Me" (Elton John) (Scelta di Simon Cowell)
- Kelly Clarkson - "Without You" (Badfinger) (Scelta di Randy Jackson)

Eliminata: Nikki McKibbin

### Top 02 - Singoli, Scelta dei Concorrenti
- Justin Guarini - "Before Your Love"
- Kelly Clarkson - "A Moment like This"
- Justin Guarini - "Get Here" (Oleta Adams)
- Kelly Clarkson - "Respect" (Aretha Franklin)
- Justin Guarini - "A Moment like This"
- Kelly Clarkson - "Before Your Love"
- Vincitrice: Kelly Clarkson
- Secondo: Justin Guarini

## Tabella Eliminazioni
| Settimana: | Settimana:          | 17/07     | 24/07     | 31/07     | 07/08     | 14/08     | 21/08     | 28/08     | 04/09      |           |           |           |           |           |           |
| Posizione  | Concorrente         | Risultato | Risultato | Risultato | Risultato | Risultato | Risultato | Risultato | Risultato  | Risultato | Risultato | Risultato | Risultato | Risultato | Risultato |
| 1          | Kelly Clarkson      |           |           |           |           |           |           |           | Vincitrice |           |           |           |           |           |           |
| 2          | Justin Guarini      |           |           | Ult 2     |           |           |           |           | Secondo    |           |           |           |           |           |           |
| 3          | Nikki McKibbin      | Ult 3     |           | Ult 3     | Ult 3     | Ult 2     | Ult 2     | Elim      |            |           |           |           |           |           |           |
| 4          | Tamyra Gray         |           |           |           |           |           | Elim      |           |            |           |           |           |           |           |           |
| 5          | RJ Helton           |           |           |           | Ult 2     | Elim      |           |           |            |           |           |           |           |           |           |
| 6          | Christina Christian |           | Ult 3     |           | Elim      |           |           |           |            |           |           |           |           |           |           |
| 7          | Ryan Starr          |           | Ult 2     | Elim      |           |           |           |           |            |           |           |           |           |           |           |
| 8          | A.J. Gil            |           | Elim      |           |           |           |           |           |            |           |           |           |           |           |           |
| 9-10       | Jim Verraros        | Elim      |           |           |           |           |           |           |            |           |           |           |           |           |           |
| 9-10       | EJay Day            | Elim      |           |           |           |           |           |           |            |           |           |           |           |           |           |